# Lac Hino
Le lac Hino (en estonien : Hino järv, Pugula järv, Henno-Pugula järv, Pugola järv, Suur-Pugola järv, Henno järv ou Valgejärv) est un lac dans le comté de Võru en Estonie,.

## Géographie
Le lac est situé dans le village de Hino de la commune de Rõuge à 1,5 km au sud de Misso.
La superficie du lac est de 198,8 hectares, c'est le plus grand lac des collines de Haanja et celui qui compte le plus d'îles. La superficie des îles est de 5 hectares.
Sa profondeur maximale est de 10,4 mètres, sa profondeur moyenne est de 3,1 mètres. 
Il est situé à 180 mètres d'altitude. 
La longueur du lac est de 2 860 mètres et celle de son rivage de 11890 mètres.
Les îles du lac Hino sont Mar'asaar, Valgõsaar, Pikksaar, Pidu/Reedosaar, Kõossaar et Tsõriksaar.
Le lac appartient à la zone de protection paysagère de Hino. 
Pour que les oiseaux puissent nicher en toute tranquillité, la circulation des personnes est interdite du 1er mai au 15 juillet.